# Оливет (Њу Џерзи)
Оливет (енгл. Olivet) насељено је место без административног статуса у америчкој савезној држави Њу Џерзи.

## Демографија
По попису из 2010. године број становника је 1.408, што је 12 (-0,8%) становника мање него 2000. године.
| Група             | 2000.         | 2010.         |
| Белци             | 1.330 (93,7%) | 1.316 (93,5%) |
| Афроамериканци    | 20 (1,4%)     | 9 (0,6%)      |
| Азијати           | 37 (2,6%)     | 36 (2,6%)     |
| Хиспаноамериканци | 20 (1,4%)     | 38 (2,7%)     |
| Укупно            | 1.420         | 1.408         |